# Umag Trophy 2017
La 5e édition de l'Umag Trophy a eu lieu le 1er mars 2017. Elle fait partie du calendrier UCI Europe Tour 2017 en catégorie 1.2. La course est remportée par le Slovène Rok Korošec (Amplatz-BMC).

## Présentation

### Équipes
| Équipes continentales (21)- Rog-Ljubljana - Amplatz-BMC - Tirol - JLT Condor - VéloCONCEPT - Elkov-Author - Giant-Castelli - LKT Brandenburg - Vorarlberg - Rad-net Rose - Torku Şekerspor - Synergy Baku Project - Meridiana Kamen - CK Příbram Fany Gastro - Development Team Sunweb - Bridgestone Anchor - Felbermayr Simplon Wels - Heizomat - Hurom - Minsk Cycling Club - Staki-Technorama |
| |

## Classements

### Classement final
La course est remportée par le Slovène Rok Korošec (Amplatz-BMC).
| \| Classement général \| Classement général \| Classement général \| Classement général \| Classement général \| \| Coureur \| Coureur \| Pays \| Équipe \| Temps \| \| ------------------ \| ------------------------- \| ------------------- \| -------------------- \| ------------------ \| \| 1er \| Rok Korošec \| Slovénie \| Amplatz-BMC \| 3 h 36 min 16 s \| \| 2e \| Filippo Fortin \| Italie \| Tirol Cycling Team \| + 0 s \| \| 3e \| Alex Frame \| Nouvelle-Zélande \| JLT Condor \| + 0 s \| \| 4e \| Michael Carbel Svendgaard \| Danemark \| VéloCONCEPT \| + 0 s \| \| 5e \| Žiga Jerman \| Slovénie \| Rog-Ljubljana \| + 0 s \| \| 6e \| Alois Kaňkovský \| Tchéquie \| Elkov-Author \| + 0 s \| \| 7e \| Konrad Gessner \| Allemagne \| Rad-net Rose \| + 0 s \| \| 8e \| Aske Vorre Louring \| Royaume du Danemark \| Giant-Castelli \| + 0 s \| \| 9e \| Gabriele Bonechi \| Italie \| \| + 0 s \| \| 10e \| Robert Kessler \| Allemagne \| LKT Team Brandenburg \| + 0 s \| |                           |                     |                      |                 |
| |                           |                     |                      |                 |
| Sources : ProCyclingStats Cycling Quotient Cycling Archives |                           |                     |                      |                 |
| Classement général |                           |                     |                      |                 |
| Coureur | Coureur                   | Pays                | Équipe               | Temps           |
| 1er | Rok Korošec               | Slovénie            | Amplatz-BMC          | 3 h 36 min 16 s |
| 2e | Filippo Fortin            | Italie              | Tirol Cycling Team   | + 0 s           |
| 3e | Alex Frame                | Nouvelle-Zélande    | JLT Condor           | + 0 s           |
| 4e | Michael Carbel Svendgaard | Danemark            | VéloCONCEPT          | + 0 s           |
| 5e | Žiga Jerman               | Slovénie            | Rog-Ljubljana        | + 0 s           |
| 6e | Alois Kaňkovský           | Tchéquie            | Elkov-Author         | + 0 s           |
| 7e | Konrad Gessner            | Allemagne           | Rad-net Rose         | + 0 s           |
| 8e | Aske Vorre Louring        | Royaume du Danemark | Giant-Castelli       | + 0 s           |
| 9e | Gabriele Bonechi          | Italie              |                      | + 0 s           |
| 10e | Robert Kessler            | Allemagne           | LKT Team Brandenburg | + 0 s           |